# Adermolen
De Adermolen is een grondzeiler nabij Rijpwetering in de Nederlandse gemeente Kaag en Braassem, provincie Zuid-Holland. De molen is in 1941 gebouwd ten behoeve van de bemaling van de Aderpolder. Een stoomgemaal dat sinds 1881 een afgebrande molen verving was in 1940 aan vervanging toe en vanwege de brandstofschaarste tijdens de Tweede Wereldoorlog besloot men geen motorgemaal maar een windmolen te bouwen. Men gebruikte voor het gaandewerk materiaal uit onder andere de in 1940 gesloopte molen 'Zeldenpas' in de Zuiderpolder onder Haarlemmerliede (N.H.). Het gevlucht is uitgerust met het systeem Fauël op beide roeden. Een vijzel voert het water 1,80 m. op.
De Adermolen is sinds 1986 in bezit van de Rijnlandse Molenstichting, is maalvaardig en is niet te bezoeken.